# Campionato francese di rugby a 15 1959-1960
Il Campionato francese di rugby a 15 1959-1960 fu disputato da 56 squadre divise in 7 gironi di 8 squadre. Le prime 4 di ogni poule e le due migliori quinte, per un totale di 32, si qualificarono alla fase ad eliminazione diretta.
Vinse il  FC Lourdes che batté il Beziers.

## Contesto
- Il torneo delle Cinque Nazioni è stato vinto dalla Francia
- Il Challenge Yves du Manoir è stato vinto dallo US Dax che battuto la Section Paloise par 12-8.

## Fase di qualificazione
In grassetto le qualificate alla fase ad eliminazione diretta
| - USA Limoges - Castres Olympique - RC Toulon - SC Tulle - Racing club de France - US Carmaux - Stade lavelanétien - AS Montferrand | - Stade dijonnais - Aviron bayonnais - FC Saint-Claude - SU Agen - Stade montois - Saint-Girons SC - Biarritz Olympique - Stade aurillacois | - Roanne - Stade bordelais UC - US bressane - US Cognac - FC Lourdes - AS Béziers - Cahors rugby - US Montauban    |
| - Stade nantais UC - Lyon OU - AS Soustons - Toulouse Olympique EC - La Voulte sportif - CS Vienne - SC Angoulême - SC Graulhet     | - Niort - Foix - Tyrosse RCS - Stade rochelais - SC Mazamet - USA Perpignan - Stade toulousain - RC Vichy                                   | - RC Chalon - FC Grenoble - Stade hendayais - SO Chambéry - Stadoceste tarbais - Boucau stade - US Romans - US Dax |
| - CA Périgueux - SA Saint-Sever - RC Narbonne - Paris université club - CA Bègles - Section paloise - CA Brive - FC Auch            | | |

## Sedicesimi di finale
In grassetto le qualificate agli ottavi di finale
| Squadra 1          | Squadra 2             | Risultato |
| ------------------ | --------------------- | --------- |
| FC Lourdes         | Toluse Olympicque EC  | 14-6      |
| Cahors             | USA Limoges           | 14-3      |
| SO Chambéry        | La Voulte             | 6-3       |
| SC Tulle           | SC Angoulême          | 11-3      |
| US Dax             | Stade toulousain      | 8-0       |
| Tyrosse RCS        | AS Montferrand        | 8-6       |
| RC Vichy           | Aviron bayonnais      | 16-3      |
| SC Mazamet         | RC Toulon             | 9-3       |
| AS Béziers         | FC Auch               | 18-0      |
| Foix               | CA Périgueux          | 9-0       |
| Stade montois      | Stade hendayais       | 15-3      |
| Stadoceste tarbais | CS Vienne             | 6-3       |
| Section paloise    | Racing club de France | 14-6      |
| Stade aurillacois  | Biarritz olympique    | 9-5       |
| SC Graulhet        | US Cognac             | 8-3       |
| CA Brive           | FC Grenoble           | 21-5      |

## Ottavi di finale
In grassetto le qualificate ai quarti di finale
| Squadra 1       | Squadra 2          | Risultato |
| --------------- | ------------------ | --------- |
| FC Lourdes      | Cahors             | 10-3      |
| SO Chambéry     | SC Tulle           | 9-3       |
| US Dax          | Tyrosse RCS        | 11-3      |
| RC Vichy        | SC Mazamet         | 8-6       |
| AS Béziers      | Foix               | 6-3       |
| Stade montois   | Stadoceste tarbais | 14-3      |
| Section paloise | Stade aurillacois  | 8-6       |
| SC Graulhet     | CA Brive           | 9-6       |

## Quarti di finale
In grassetto le qualificate alle semifinali
| Squadra 1       | Squadra 2     | Risultato |
| --------------- | ------------- | --------- |
| FC Lourdes      | SO Chambéry   | 15-3      |
| US Dax          | RC Vichy      | 12-5      |
| AS Béziers      | Stade montois | 19-16     |
| Section paloise | SC Graulhet   | 12-6      |

## Semifinali
| Squadra 1  | Squadra 2       | Risultato |
| ---------- | --------------- | --------- |
| FC Lourdes | US Dax          | 13-8      |
| AS Béziers | Section paloise | 3-3       |

## Finale
| Arbitro: | Luis Parrot |

| |            | |
| Fauré, Crauste | mt         | Raynal |
| Labazuy | tr         | Danos |
| Labazuy (2) | c.p.       | Danos (2) |
| Jean-Louis Taillantou, Pierre Deslus, Thomas Manterola, André Laffont, Louis Guinle, Michel Crauste, Henri Domec, Roland Crancée, François Vallée, Antoine Labazuy, Pierre Faur, Roger Martine, Arnaud Marquesuzaa, Pierre Tarricq, Guy Calvo | Formazioni | Raoul Barrière, Emile Bolzan, Francis Mas, Pierre Mercier, André Gayraud, Roger Gensane, François Rondi, Jean Arnal, Pierre Danos, Robert Raynal, Jacques Fratangelle, Robert Spagnolo, Yvan Boggiano, Lucien Rogé, Paul Dedieu |